# Ložnica (Velenje, Slovenija)
Ložnica je naselje u slovenskoj Općini Velenju. Ložnica se nalazi u pokrajini Štajerskoj i statističkoj regiji Savinjskoj. 

## Stanovništvo
Prema popisu stanovništva iz 2002. godine naselje je imalo 164 stanovnika.